# Кэсси, Мерил
Ме́рил Даниэ́ль Кэ́сси (англ. Meryl Danielle Cassie; 2 апреля 1984, Джордж, Капская провинция, ЮАР) — новозеландская актриса и певица.

## Биография
Мерил Даниэль Кэсси родилась 2 апреля 1984 года в Джордже (Капская провинция, ЮАР) в семье Барбары Кэсси, но в 1987 году она вместе с семьёй эмигрировала в Новой Зеландии из-за апартеида. У Мерил есть старший брат и две сестры: Микиль Кэсси, Меган Кэсси и Моник Кэсси.
Мерил окончила «Pakuranga College».

## Карьера
Мерил дебютировала в кино в 1999 году, сыграв роль Эбони в телесериале «Племя», в котором она снималась до 2003 года. В 2003 году Кэсси сыграла свою 2-ю роль — Люси в эпизоде «Хороший самаритянин» телесериала «Открытия». В 2010 году она сыграла свою 3-ю и последнюю роль в кино — куртизанку в эпизоде «Восстановление» телесериала «Легенда об Искателе».
В настоящее время Мерил занимается музыкальной карьерой.

## Личная жизнь
В 2000-х годах Мерил состояла в фактическом браке с регбистом Бренданом Уайаттом. У бывшей пары есть сын — Райлон Нгарино Уайатт (род.16.09.2006).

## Фильмография
| Год       |   | Русское название    | Оригинальное название | Роль       |
| --------- | - | ------------------- | --------------------- | ---------- |
| 1999—2003 | с | Племя               | The Tribe             | Эбони      |
| 2003      | с | Открытия            | Revelations           | Люси       |
| 2010      | с | Легенда об Искателе | Legend of the Seeker  | куртизанка |